# Ляшозеро
Ляшозеро — пресноводное озеро на территории Алёховщинского сельского поселения Лодейнопольского района Ленинградской области.

## Общие сведения
Площадь озера — 2,2 км², площадь водосборного бассейна — 8,28 км². Располагается на высоте 80,8 метров над уровнем моря.
Форма озера продолговатая: оно более чем на два километра вытянуто с юго-запада на северо-восток. Берега изрезанные, каменисто-песчаные, местами заболоченные.
С северо-западной стороны Ляшозера вытекает река Большая Лублога, впадающая в реку Оять, левый приток Свири.
Населённые пункты вблизи водоёма отсутствуют. Кюго-западу располагается нежилая деревня Ляшозеро, к которой подходит просёлочная дорога.
Код объекта в государственном водном реестре — 01040100811102000015975.